# 焼津バイパス
焼津バイパス（やいづバイパス）は、静岡県焼津市内を通る国道150号の通称。2003年3月の全線開通当時はバイパスであったが、2004年7月30日より全線が本線に昇格した（旧道は静岡県道416号静岡焼津線となった）。

## 概要
概ね平面交差であるが、静岡県道30号焼津藤枝線および静岡県道222号上青島焼津線との交点は立体交差である。

### 路線データ
- 起点：静岡県焼津市八楠（静岡県道81号焼津森線交点）
- 終点：静岡県焼津市三和（国道150号現道・静岡県道416号静岡焼津線交点）
- 全長：6.2km
- 車線数：4車線
- 設計最高速度：60km/h

## 地理

### 通過する自治体
- 静岡県
  - 焼津市

### 接続するバイパス
- 静岡バイパス
- 志太榛南バイパス